# Leukipposz
Leukipposz (ógörögül: Λεύκιππος, latinul: Leukippos, Leucippus), (Kr. e. V. század eleje), görög, atomista filozófus. Az atomista filozófia egyik megalapítója, tanításának lényege, hogy a világmindenség két fő részre osztható: egyrészt az állandó mozgásban levő, oszthatatlan anyagi részecskékből, atomokból, másrészt az üres térből áll, amelyben az atomok mozognak. E részecskék mozgásuk során szüntelenül ütköznek (egyesülnek), majd szétválnak. Emiatt az ókori materializmus egyik kiemelkedő képviselőjének, rendszerezőjének tartják. Az üres teret Leukipposz azonosítja a Parmenidész-féle „nemlét"-tel. Elméletét tanítványa és barátja, Démokritosz fejlesztette tovább. Művei elvesztek, csupán tanítványok és utódok idézetei alapján ismerjük elméletét.

## Élete és munkássága
Életéről semmi bizonyosat nem tudunk: a történészek születésének idejét körülbelül Kr. e. 490 és 470 közé teszik. Az ókori hagyomány szerint három város is a maga szülöttjének vallja: Abdéra, Elea és Milétosz, az újabb kutatások az utóbbit tartják a filozófus legvalószínűbb születési helyének. Vannak olyan feljegyzések is, például Epikurosznál található ilyen, amelyek személyének  létezését nem tekintik bizonyítottnak.  Ez utóbbi elméletet támasztja alá az a tény is, hogy a gyakran tanítványaként emlegetett Démokritosz (kb. Kr. e. 460 – 370), aki számos művet írt, egyik művében sem említi állítólagos mestere, Leukipposz nevét. John Burnet kommentálása szerint azonban Epikurosz nem arra akart utalni, hogy Leukipposz nem létezett, hanem arra, hogy mellőzni kell őt, azaz Leukipposz szerinte nem számított filozófusnak.  Arisztotelész és Theophrasztosz azonban őt tekintik az atomista filozófia atyjának. Arisztotelész valószínűleg pontos információkkal rendelkezett Leukipposzról és Démokritosztól, több művében is különös figyelmet szentel az atomista iskolának, amelynek székhelye Abderában volt, nem messze szülővárosától, Sztagirosztól. Anaxagorasz kortársa volt, filozófiájában több elemet is felhasznál annak tanításaiból.
Burnet elemzése szerint Theophrasztosz azon állítása, hogy Apollóniai Diogenész több gondolatot kölcsönzött Anaxagorásztól és Leukipposztól,  és innen eredt a művében leírt atom teória, majd később Diogenészt, Arisztophanész a Felhők című művében megemlíti, – ami Kr . e. 423-ban íródott – ebből az következik, hogy Leukipposz jóval ezen évszám előtt tevékenykedett. Burnet azt a következtetést vonja le, hogy Theophrasztosz által Démokritosznak tulajdonított mű, melynek címe: A Nagy Diakosmos, azaz A Nagy Világrend, valójában az atomista iskola alapítójának a gondolatait tartalmazta. Burnet arra a tényre hívja fel a figyelmet, hogy nem választhatók külön az iskolán belül működő gondolkodók írásai, így nem tudható pontosan, melyik művet melyik szerző írta. Sőt Arisztotelész sem beszél elkülönülten Leukipposzról és Démokritoszról, hanem mindig együtt említi őket.
Mint a fenti elemzésből is látszik, – bár C. Bailey a The Greek Atomists and Epicurus című művében kísérletet tett a két gondolkodó nézeteinek a szétválasztására – Leukipposz és Démokritosz tanításai nem választhatók külön. Azonban vannak bizonyítékok arra nézve, hogy Démokritosz foglalkozott az atomizmus episztemológiai alapjaival, így nem kétséges, hogy erre a területre vonatkozó tanítások valószínűleg tőle erednek. Ilyen elmélet például az észlelés-elmélet, amelyet Theophrasztosz Az érzékekről (De sensu) művében (49skk ) v. (DK 68 A 135)–ben, Leukipposz nevének az említése nélkül Démokritosznak tulajdonít. De Cicero is tesz utalást arra, hogy Démokritosz, Leukiposzhoz viszonyítva részletesebben fejtette ki a gondolatait.
Diogenész Laertiosz, Démokritosz életrajzban a következőket írja:
(45) Könyveinek listáját Traszüllosz készítette el ugyanolyan elv szerint rendezve el, mint a plátóni műveket: tetralógiákba szedte őket.
(46) Etikai művek ezek:… Természetfilozófiaiak pedig ezek… III. 1. Nagy Világrend (amelyet Theophrasztosz és követői Leukipposznak tulajdonítanak). 2. Kis világrend. 3.  A világ leírása. 4. A bolygókról…
Diogenész Laertiosz: Híres filozófusok élete
A Nagy Világrend című írást általában Démokritésznek tulajdonítják, ugyanis ő dolgozta ki az atomizmust, amelynek Leukipposz mellett ő a fő képviselője. Azonban figyelembe kell venni Theophrasztosz azon állítását is, miszerint a Nagy Világrend című mű Leukipposz alkotása lenne, mivel a korai atomisták hagyatékát Démokritosznak szokás tulajdonítani. Így KRS  szerint ajánlatos Theophrasztosz nézetét figyelembe venni, és elfogadni azt, hogy a Nagy Világrendet Leukipposz, a Kis Világrendet pedig Démokritosz írta – annak a figyelembevételével, hogy a Nagy Világrend Leukipposz kozmológiai műveinek későbbi atomista bővítésekkel ellátott kompendiuma lehetett.

## Magyarul
- Leukippos, Demokritos; bev. Gulian Constantin Ionescu; Tudományos, Bukarest, 1952